# Moira (geslacht)
Moira is een geslacht van zee-egels uit de familie Schizasteridae.

## Soorten
Recent
- Moira atropos (Lamarck, 1816)
- Moira lachesinella Mortensen, 1930
- Moira lethe Mortensen, 1930
- Moira stygia (A. Agassiz, 1872)

Uitgestorven
- Moira adamthi Clegg, 1933 †
- Moira obesa Nisiyama, 1935 †